# Damberg (Oberösterreich)
Der Damberg ist ein 807 m ü. A. hoher Berg in den Oberösterreichischen Voralpen. Er liegt in den Gemeinden St. Ulrich bei Steyr und Garsten. Er ist der Hausberg von Steyr. Auf dem Berg befinden sich die Dambergwarte, die 1864 errichtete Laurenzikapelle beim Gasthof Schoiber und das Windloch, eine Naturhöhle auf 747 m Seehöhe.
Vom Damberg reicht der Blick ins Mostviertel, Mühlviertel, Florianer Landl sowie ins Enns- und Steyrtal in den Nationalpark Kalkalpen.
Wanderwege führen von Steyr und Garsten auf den Damberg, außerdem liegt er am Linzer Mariazeller Weg.

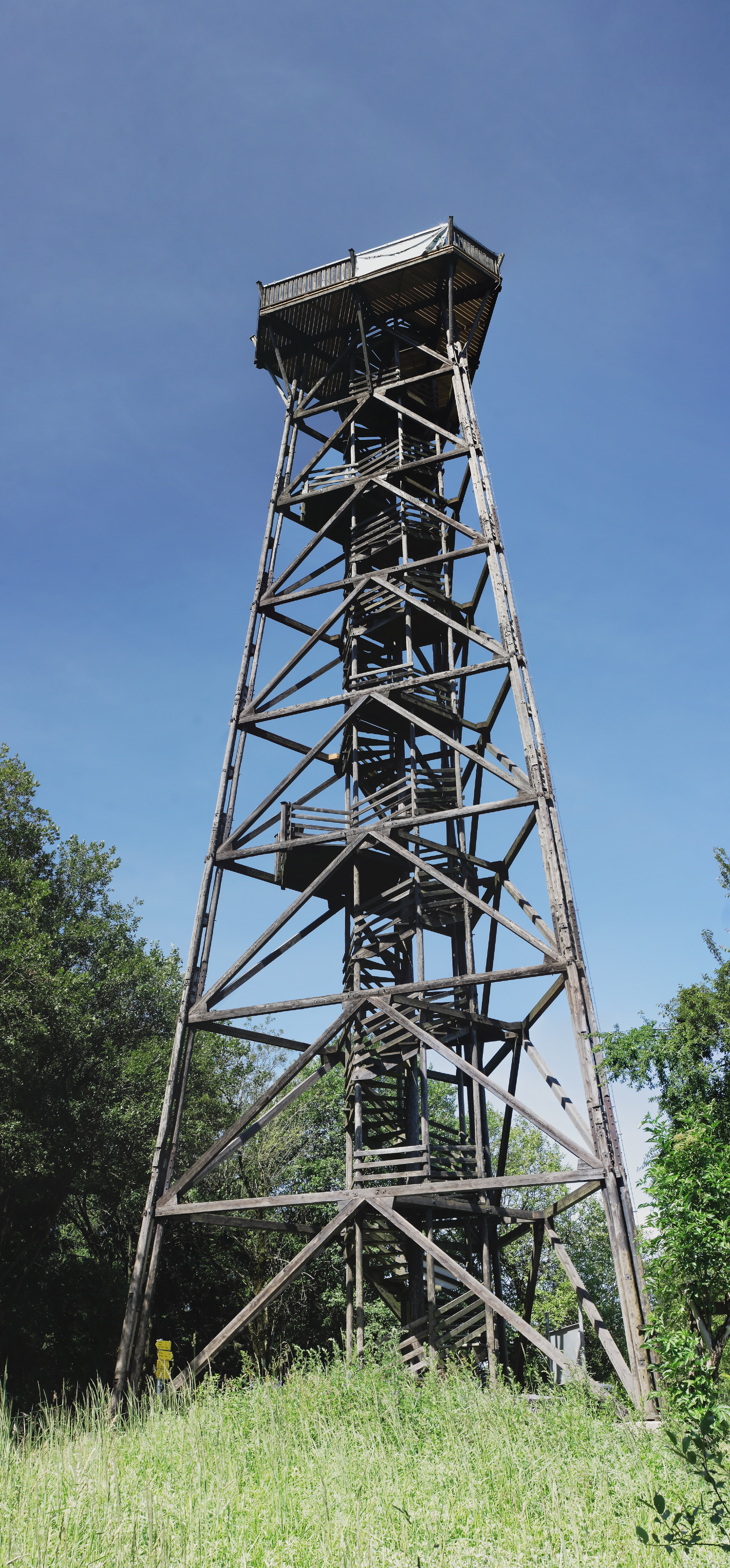
Dambergwarte
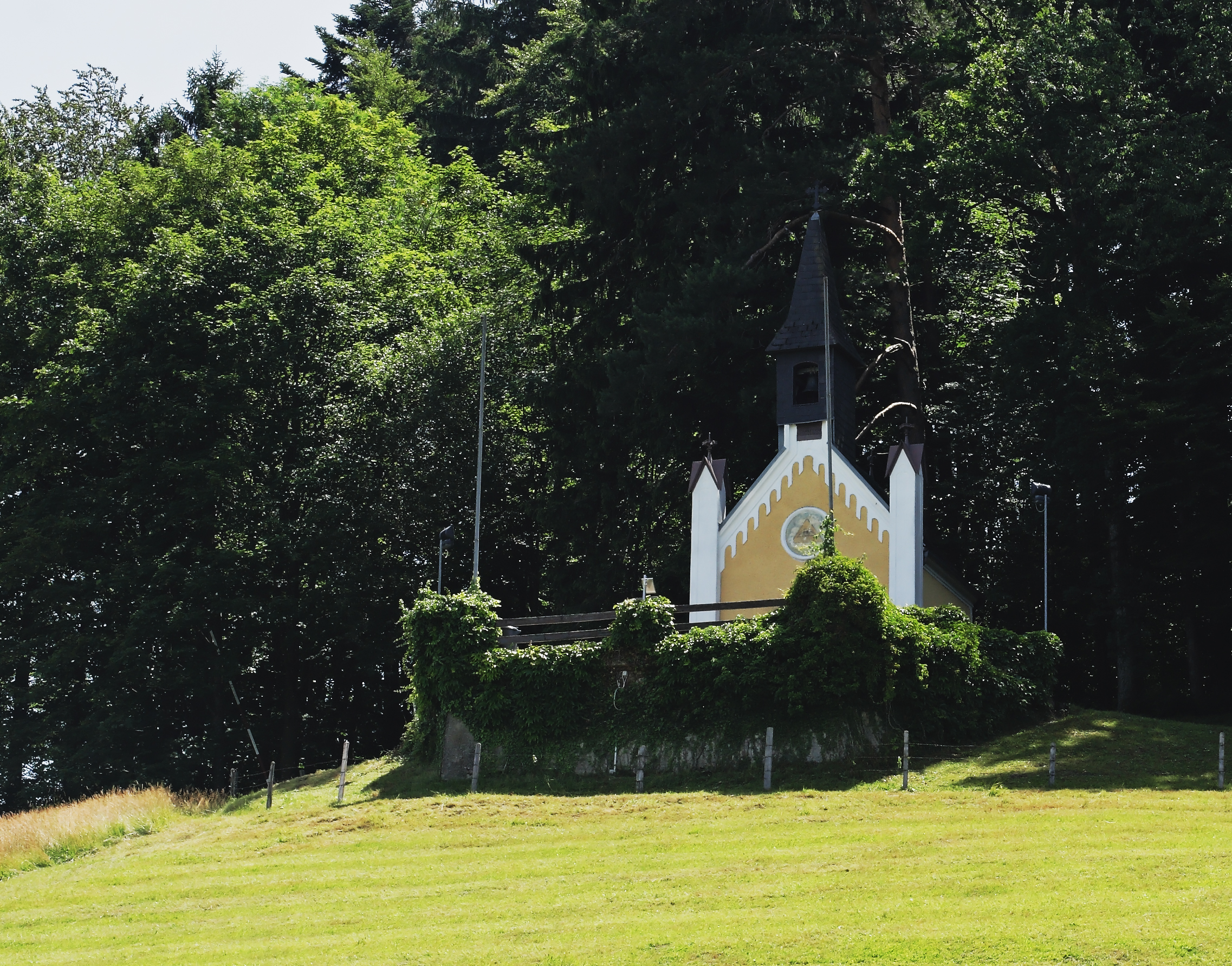
Laurenzikapelle
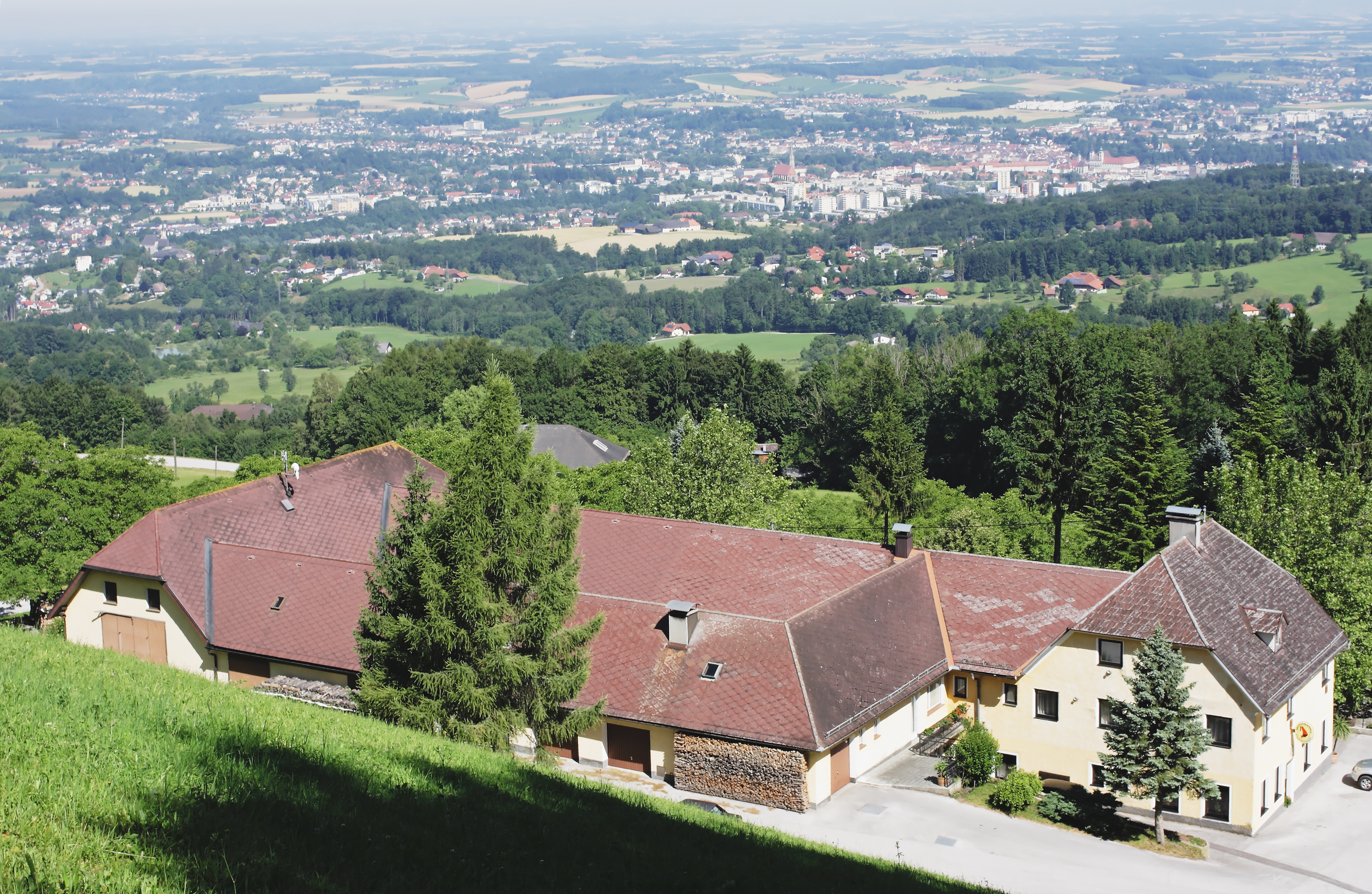
Gasthof Schoiber mit Steyr im Hintergrund